# Sedmihradsko
Sedmihradsko, známé také jako Transylvánie (rumunsky Transilvania nebo Ardeal, maďarsky Erdély, německy Siebenbürgen) je historická země rozkládající se v dnešním Rumunsku. Název Sedmihradsko odkazuje na sedm důležitých historických měst: Kluž, Sibiu, Brašov, Târgu Mureș, Mediaș, Alba Iuliu a Sighișoaru.

## Dějiny

### Ve starověku a v raném středověku
Ve starověku území dnešního Rumunska obývali Dákové; v místech dnešního města Hunedoara stálo dácké středisko Sarmizegetusa. Po roce 100 byl dácký král Decebalus poražen Trajánem a vítězní Římané v kraji vybudovali doly, silnice, několik sídlišť (Apulum, dnes Alba Iulia; Napoca, dnes Kluž). Roku 271 získali území Vizigóti, později Hunové, resp. Avaři. Během stěhování národů tudy prošla výrazná vlna slovanské migrace.

### Součást Uherska

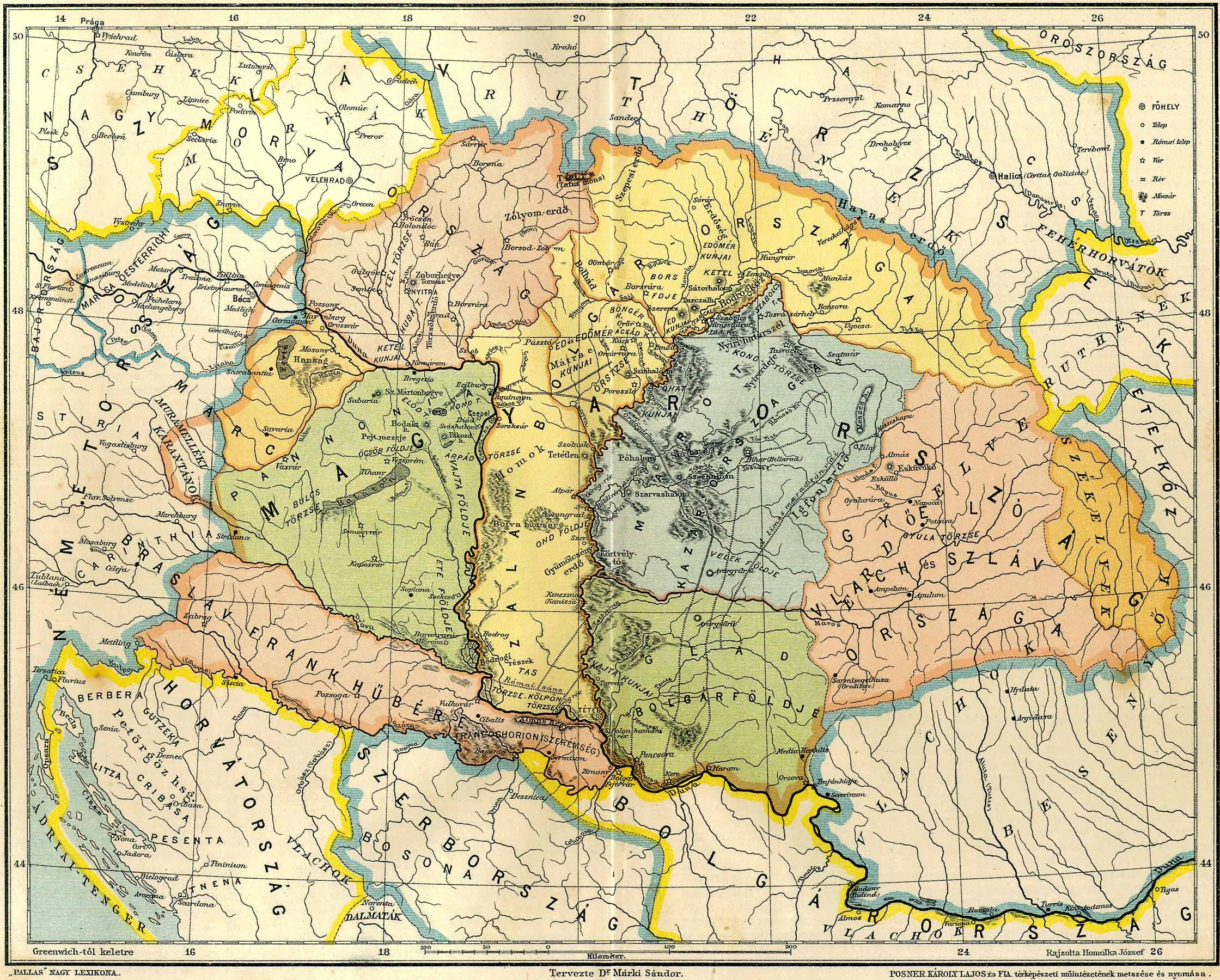
9. století před příchodem Maďarů

Na konci 10. století dobyli území Maďaři, kteří nad ním získali kontrolu roku 1003, kdy uherský král Štěpán I. podle legendy porazil zdejšího domácího knížete s titulem Gyula. I nadále zde převažovalo romanizované obyvatelstvo (předci Rumunů) a východ byl obýván Sékely. Od té doby bylo až do roku 1526 Sedmihradsko v rámci Uherského království autonomním knížectvím v čele s vojvodou.

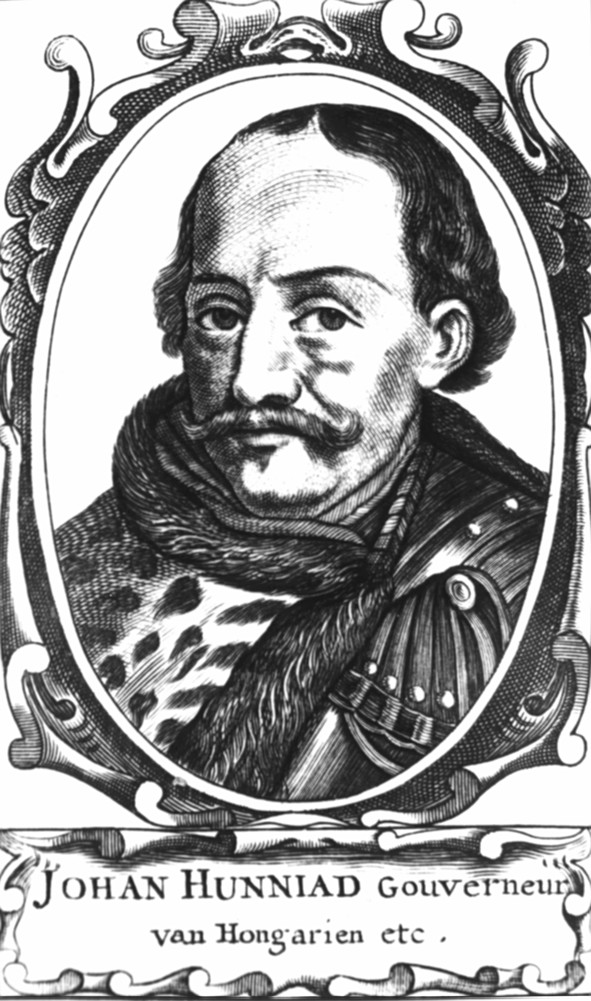
Jan Hunyadi

Roku 1211, nabídl uherský král Ondřej II. území Burzenland Řádu německých rytířů aby „bojovali proti dosud pohanským kumánským nájezdníkům a zalidnili deserta et inhabita zdejšího kraje“ výměnou za částečnou autonomii a možnost ražení mincí. Němečtí rytíři zahájili politiku zalidňování z Německa. Tito osadníci přicházeli převážně z Porýní a Vestfálska, ale i z Durynska a Bavorska, a začalo se jim říkat Sedmihradští Sasové. Osadníci se rozšířili na severovýchodě a jihu Sedmihradska a založili zde mj. města Kronstadt (Brașov), Schäßburg (Sighișoara) či Hermannstadt (Sibiu). Roku 1224 jim král Ondřej II. v listině Diploma Andreanum udělil řadu výsad a autonomii v čele se sibiňským hrabětem. Obdobné výsady a autonomii získali i Sékelové, jimž vládl sékelský hrabě. Sékelové a Sasové měli za úkol střežit zdejší úseky uherských hranic. Tato etnika zároveň tvořila dva ze tří zdejších politických národů – třetím byla zdejší maďarská šlechta, jíž zde vládl přímo sedmihradský vojvoda, který byl Sékelskému a Sibiňskému hraběti nadřízen jen v otázkách financí, mincovnictví, vojenství a společných sněmů. Naopak většinoví Rumuni byli v postavení nevolníků.
Roku 1421 započaly nájezdy Turků do Sedmihradska z Valašska, proti nimž se postavili zdejší Sékelové a Sasové, ale byli přemoženi. Uherský a český král, moravský markrabě a římský císař Zikmund nebyl schopen včas reagovat, protože byl právě zainteresován v husitských válkách, zatímco sedmihradský kníže, jmenovaný uherským králem, byl zainteresován převážně v uherské politice; sedmihradské sněmy nebyly svolávány už desítky let a tak zde nebyl nikdo, kdo by koordinoval obranu Sedmihradska. Ve třicátých letech 15. století zde propukaly protesty a vzpoury maďarských a rumunských nevolníků. V důsledku snahy zdejší maďarské šlechty, Sasů a Sékelů potlačit tyto protesty a bránit Sedmihradsko před Turky, podepsali zástupci těchto tří privilegovaných skupin 2. února 1438 dohodu, jíž došlo k vytvoření tzv. Unie tří národů (Unio Trium Nationum). Tato unie pak hrála až do 19. století důležitou roli ve vnitřní politice Sedmihradska. V 15. století vynikl zdejší rodák Jan Hunyadi, který byl jedním z velitelů v bitvě u Varny (1444).

### Nezávislé knížectví

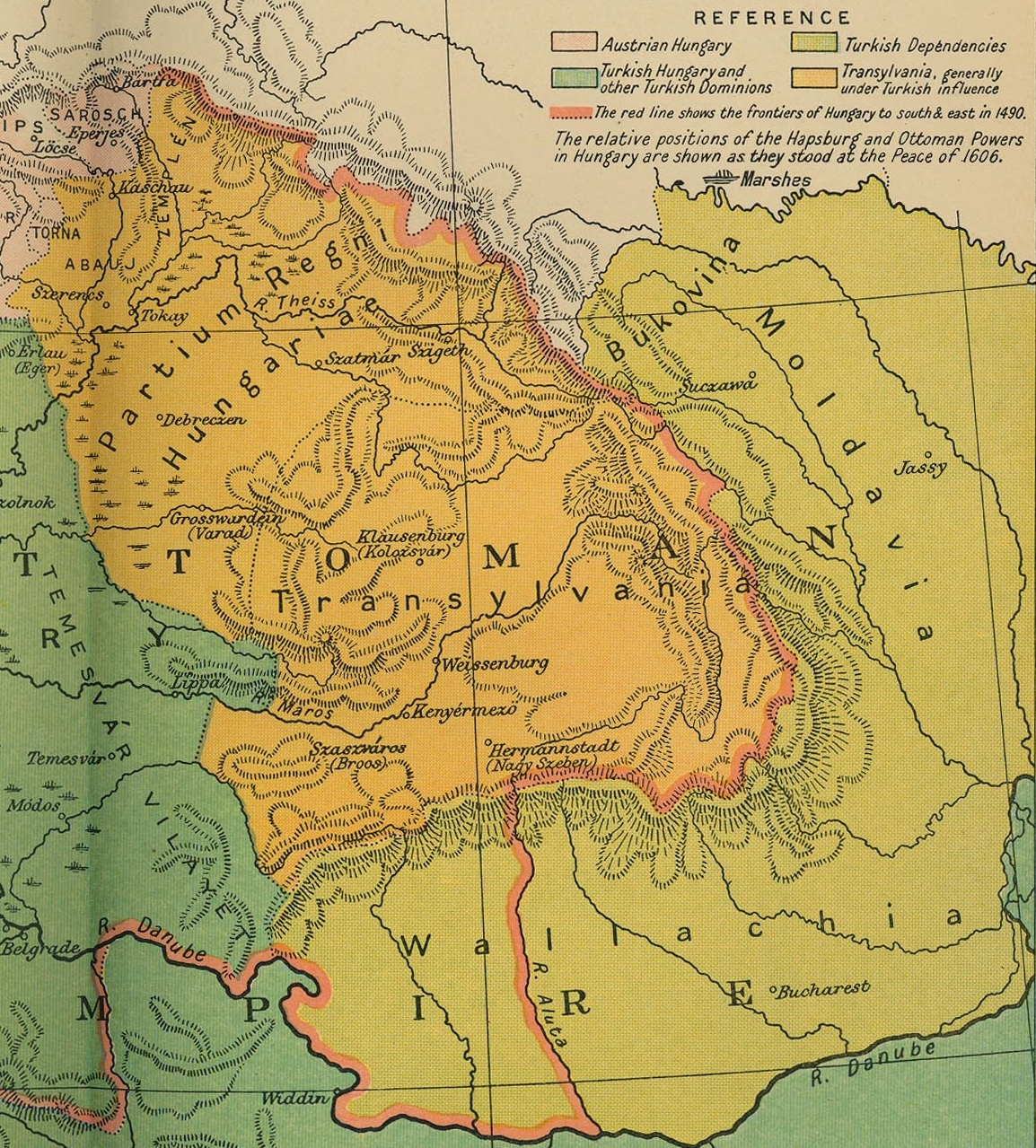
Sedmihradské knížectví roku 1606

Po bitvě u Moháče roku 1526 se Sedmihradsko v čele s Janem Zápolským stalo po dobytí Pešti roku 1541 samostatným knížectvím ve vazalském poměru k Osmanské říši, k němuž byla připojena i východní část vlastních Uher, na nějaký čas včetně východního Slovenska (tyto oblasti byly označovány jako Partium). V Sedmihradsku existovala náboženská svoboda. V následujícím 16. a 17. století hrálo úlohu důležitého nárazníkového pásma mezi impériem rakouských Habsburků a Osmanskou říší. V letech 1599–1600 bylo Sedmihradské knížectví spojeno v jeden stát s Valašskem a Moldávií pod vládou Michala Chrabrého.

### V rámci Habsburské monarchie

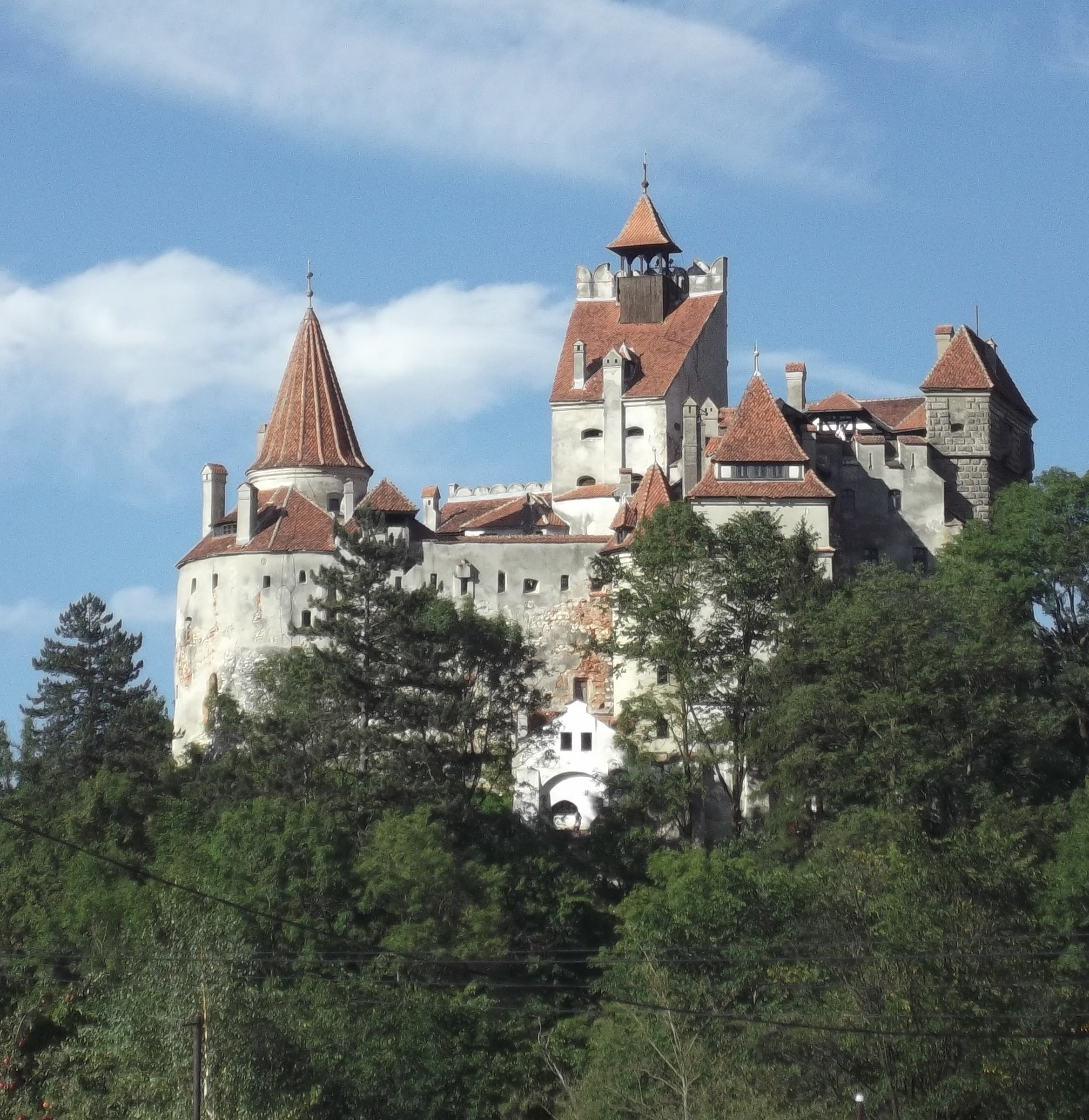
„Drákulův hrad“ Bran

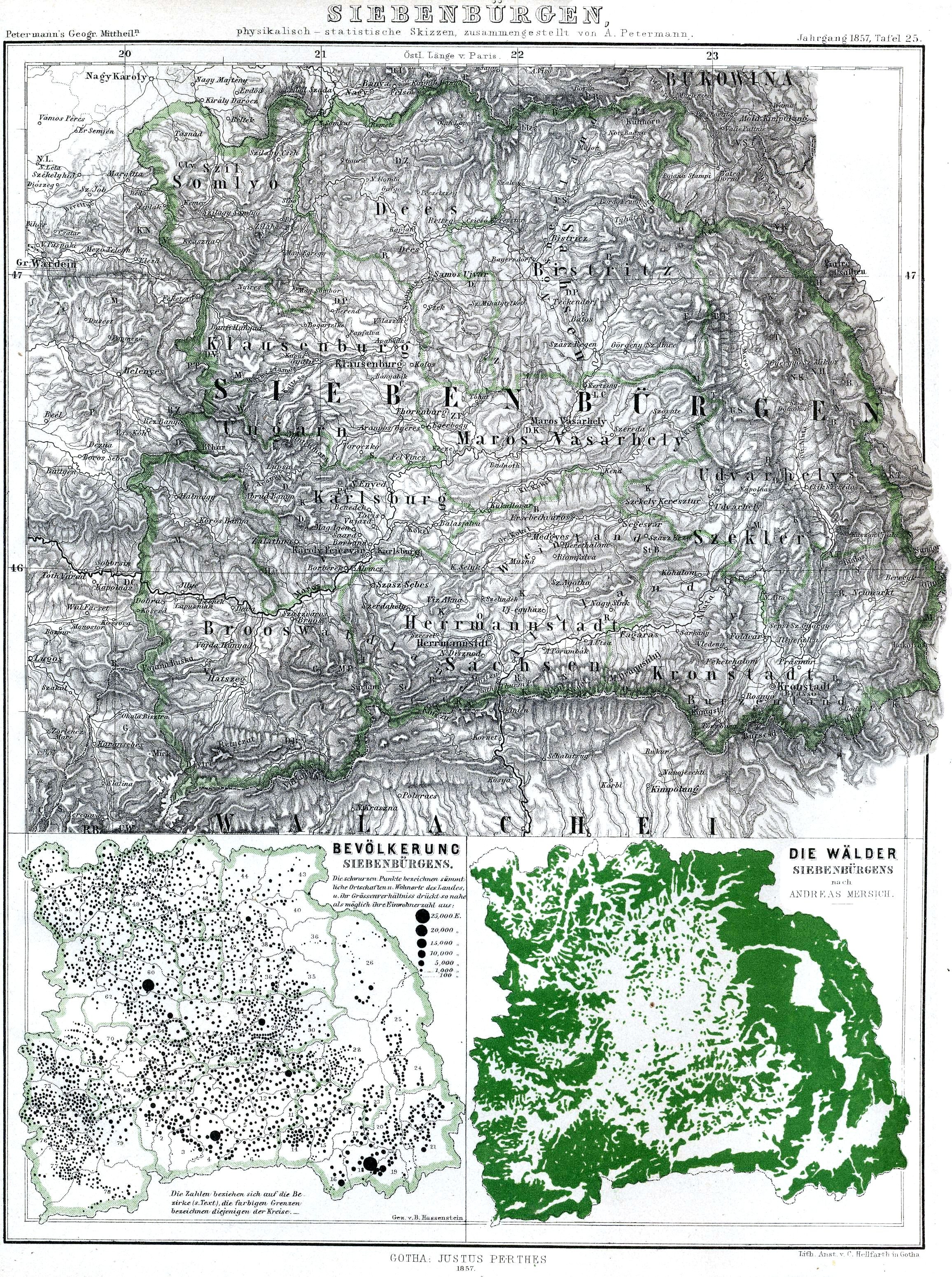
Sedmihradské velkoknížectví roku 1857. Tyto hranice Sedmihradska existovaly v letech 1849–1860

Roku 1699 získala Sedmihradsko Habsburská monarchie, v jejímž rámci tvořilo do roku 1848 autonomní korunní zemi, kterou 2. listopadu 1765 povýšila Marie Terezie na velkoknížectví. Zpočátku k němu náleželo i Partium, jehož poslední zbytky byly Uhersku navráceny roku 1860. Za revoluce v roce 1848 sepsali 15. května 1848 zdejší Rumuni petici, kterou požadovali zrovnoprávnění. Tomuto požadavku však nebylo vyhověno, naopak byl pod uherským nátlakem přijat zákon vyhlašující plné spojení Sedmihradska s Uherskem. Tento zákon však nakonec nebyl realizován a rakouská říšská ústava ze 4. března 1849 Sedmihradsko a Uhersko opět plně oddělila, přičemž Sedmihradsko a Uhersko přišly o své samosprávné instituce. Říjnovým diplomem byla roku 1860 obnovena autonomie obou korunních zemí, ale Sedmihradsko přišlo o zbytek Partia a zmenšilo se tím na 57 243 km². 1. července 1863 svolal císař František Josef I. do Sibině sedmihradský sněm, na němž došlo ke zrovnoprávnění Rumunů.

### Znovusloučení s Uherskem
Po Rakousko-uherském vyrovnání 1867 se Sedmihradsko stalo částí Zalitavska v jehož rámci bylo znovuzačleněno do Uherska a spolu se zrušením jeho zemských institucí přestalo 20. června 1867 existovat jako územní jednotka. Zákonem z roku 1868 pak bylo jeho území nově rozděleno na 15 žup. Od devadesátých let 19. století zde uherská vláda započala s maďarizací.

### Součást Rumunska
Po první světové válce se 1. prosince 1918 sešlo v Alba Iulii 1228členné Národní shromáždění sedmihradských a uherských Rumunů, vedené vůdci Sedmihradské rumunské národní strany a Sociálně demokratické strany, které vydalo rezoluci požadující sjednocení všech Rumunů v jednom státě, což poté schválili i zdejší Němci. 22. prosince 1918 se v Kluži proti tomu postavili zdejší Maďaři, kteří zde potvrdili svoji loajalitu Uhersku. Na základě Trianonské smlouvy připadlo Sedmihradsko, polovina Banátu a další území Rumunsku; tomu patří dodnes (s malou mezihrou v letech 1940–1945[zdroj?], kdy byla jeho severní část na nátlak Německa postoupena Maďarsku).

## Geografie

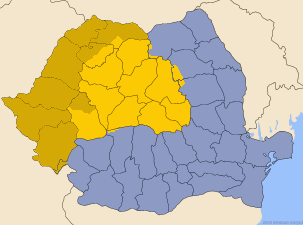
Transylvánie (světle žlutě) v rámci Rumunska

O Sedmihradsku (resp. Transylvánii) se dnes hovoří ve dvou významech:
- historické Sedmihrady tvoří centrální část Rumunska ohraničenou hřebeny Východních, Jižních a Západních Karpat (Munții Apuseni). Toto území se přibližně kryje s dnešními župami Alba, Bistrița-Năsăud, Brașov, Cluj, Covasna, Harghita, Mureș, a Sibiu, dále do něj patří asi dvě třetiny župy Hunedoara, polovina župy Sălaj, jihovýchod župy Maramureș, okrajová severozápadní část župy Bacău, jihozápad župy Neamț, malá okrajová část župy Vâlcea a jihozápad župy Suceava, a zaujímá zhruba 57 000 km².
- v současné době se jako Sedmihradsko či Transylvánie označuje celá západní část Rumunska, tedy historické Sedmihradsko včetně Banátu a regionů Krišana, Satmar a Maramureš. Rozloha tohoto území činí přibližně 100 000 km² (jedná se o 42 % rozlohy země).

## Obyvatelstvo
Většina obyvatel jsou Rumuni (74,7 % v roce 2002), existuje zde však silná maďarská menšina (19,6 %), která přežila drastickou rumunizaci v průběhu 20. let a zejména po druhé světové válce za komunistické diktatury. Němci, kteří ještě v 19. století tvořili okolo 12 % obyvatel, zaujímají nyní pouze 0,7 %. Další výraznější menšinou jsou Romové (okolo 3 %).

## Zajímavosti
Transylvánie je také známá díky vlivu románu Drákula Brama Stokera, hrad Bran je populární turistický cíl, neboť v románu vylíčený Drákulův hrad se také nazýval Bran a opravdovému hradu se podobá. Podle Sedmihradska se pojmenovala švédská black metalová kapela Siebenbürgen.